# Miazma homeopatyczna
Ten artykuł opisuje teorie, metody lub czynności niezgodne ze współczesną wiedzą medyczną.
Miazma homeopatyczna (z gr. μίασμα – plama, zanieczyszczenie, skaza) – pojęcie stosowane w homeopatii, które oznacza predyspozycję do zapadalności na niektóre choroby chroniczne; ukrytą skazę na konstytucji pacjenta; morfogenetyczny odcisk.
Miazma osłabia zdrowie pacjenta i może być odziedziczona po przodkach lub nabyta w ciągu życia, w wyniku krótko- lub długotrwałej, przytłumionej infekcji.
Pojęcie miazmy rozpowszechnił Samuel Hahnemann, który opisując teorię miazm, podjął próbę wyjaśnienia przyczyn powstawania chorób chronicznych w pozycji pt. "Choroby chroniczne", wydanej w 1828 w Dreźnie. Hahnemann opracował teorię miazm (syn. teoria skazowa) na podstawie obserwacji poczynionych podczas leczenia pacjenta chorego na kiłę, w szpitalu dla umysłowo chorych w Georgenthal, w 1792. Podstawę dla swej teorii znalazł w Nowym Testamencie, w Drugim Liście św. Piotra: "Ale ci, jako bydło bezrozumne, które za przyrodzeniem idzie, sprawione na ułowienie i skazę, bluźniąc to, czego nie wiedzą, w tej skazie swojej zaginą". 
Hahnemann wyróżnił trzy choroby, które jego zdaniem były odpowiedzialne za powstawanie miazm:
- świerzb
- rzeżączkę
- kiłę

Miazmy nazwał odpowiednio:
- psoryczną (psora)
- sykotyczną (sycosis)
- syfilityczną (syfilis)

Do powstania miazmy dochodzi, gdy pacjent lub jego przodkowie przebyli daną chorobę (świerzb, rzeżączkę, kiłę), lub mieli kontakt z osobą chorą.
Następcy Hahnemanna oraz współcześni homeopaci poszerzyli wykaz chorób i działań medycznych, które mogą stać się przyczyną powstania skazy u pacjenta. Należą do nich m.in. gruźlica, choroby nowotworowe, kuracje antybiotykowe oraz szczepienia ochronne. Według homeopatów gruźlica, rzeżączka, kiła, świerzb i nowotwór to choroby, które są w stanie wywoływać zaburzenia u potomków.

## Podział miazm
Hahnemann podzielił miazmy na ostre i przewlekłe.
- Miazma ostra stanowi kombinację konstytucji pacjenta oraz ostrej infekcji, lecz powstaje na bazie ukrytej miazmy chronicznej, która decyduje o ewentualnym wystąpieniu choroby. Miazmy ostre zostają pokonane dzięki sile życiowej pacjenta. Do miazm ostrych homeopaci zaliczają głównie choroby zakaźne tj. świnka, ospa wietrzna, odra, żółta gorączka, płonica i krztusiec.
Pod pojęciem konstytucji pacjenta należy rozumieć specyficzne dla danej osoby cechy psychiczne i fizyczne, częściowo odziedziczone, a częściowo nabyte podczas życia. Homeopatyczna konstytucja pacjenta obejmuje między innymi charakter, myśli, budowę ciała oraz słabe i mocne strony. Determinuje sposób, w jaki konkretna osoba reaguje na zmiany środowiska zewnętrznego. Prowadzony przez pacjenta styl życia może wywierać pozytywny lub negatywny wpływ na jego konstytucję, np. ilością snu, sposobem odżywiania się, higieną osobistą, rozwojem samoświadomości i dbałością o zdrowie psychiczne.

- Miazma chroniczna charakteryzuje się tym, że organizm samoistnie nie jest w stanie jej pokonać siłą życiową. Do usuwania miazmy chronicznej konieczne jest podanie leku homeopatycznego miazmatycznego.
We współczesnej homeopatii wyróżnia się również miazmę antybiotykową, która powstaje w wyniku stosowania licznych i długotrwałych kuracji antybiotykowych oraz miazmę poszczepienną, która może powstać na skutek szczepienia małych dzieci, u których układ immunologiczny nie został jeszcze w pełni wykształcony.

## Leki miazmatyczne
Leki miazmatyczne tzw. nosody to homeopatycznie spotencjowane produkty chorobowe; są głęboko działającymi lekami homeopatycznymi otrzymywanymi z chorobowo zmienionych miejsc w przebiegu choroby odpowiedzialnej za powstanie danej miazmy. Leki miazmatyczne stosowane do usuwania miazm, są dostępne w handlu jedynie w bardzo wysokich potencjach, np. LM18, D200, MK, które gwarantują nieobecność zarazków chorobotwórczych w preparacie homeopatycznym przeznaczonym dla pacjenta. W Niemczech niższe potencje leków miazmatycznych są poddawane sterylizacji.
Ogólne wskazania do podawania leków miazmatycznych obejmują:
- usuwanie pozostałości po chorobie zakaźnej, np. Influenzinum, gdy pacjent po przebyciu grypy nie wraca do poprzedniej kondycji zdrowotnej
- leczenie uzupełniające razem ze wskazanym środkiem homeopatycznym, np. Psorinum w przypadku chronicznej egzemy
- zapoczątkowanie leczenia homeopatycznego, gdy znalezienie simillimun jest niemożliwe
- rodzinne przypadki gruźlicy, kiły, nowotworu
- zgodność objawów pacjenta z charakterystyką danego nosodu
- profilaktykę przy epidemiach, np. Pertussinum w przypadku krztuśca
- zbyt powolny powrót do zdrowia po przejściu danej choroby zakaźnej

Leki miazmatyczne nie są stosowane do leczenia aktywnych postaci chorób nowotworowych, ani chorób zakaźnych a jedynie służą do usuwania miazm!

## Przykłady leków miazmatycznych
Leki miazmatyczne obejmują nosody:
- konstytucyjne: Psorinum, Medorrhinum, Syphilinum, Tuberculinum i Carcinosinum
- jelitowe: Morgan Pure i Morgan Gaertner są stosowane w przypadkach chorób chronicznych związanych z zatruciem jelit bakteriami, w połączeniu z przejściem na właściwy sposób odżywiania. Związek pewnych chorób chronicznych z obecnością patologicznych bakterii w jelitach odkrył około 1912 Edward Bach. John Paterson przestudiował bakteryjną florę jelitową chronicznie chorych pacjentów oraz wykonał próby z tymi bakteriami według Hahnemanna. Według homeopatów niewłaściwy sposób odżywiania, substancje barwiące i środki konserwujące w pożywieniu oraz leki alopatyczne obciążają jelita.

- przygotowane z leków alopatycznych: Penicillinum, ergotyna i Cortison
- sporządzone ze szczepionek: Vaccininum, BCG, Morbillinum

## Pochodzenie i podział chorób według Hahnemanna
– otoczenie
     – konstytucja homeopatyczna
     – warstwa 1
     – warstwa 2
     – warstwa 3
     – miazma

Miazma i warstwy homeopatyczne na konstytucji pacjenta
– otoczenie
– konstytucja homeopatyczna
– warstwa 1
– warstwa 2
– warstwa 3
– miazma

W ujęciu homeopatycznym przyjmuje się, że większość chorób powstaje za sprawą samego organizmu, w wyniku niedostrzegalnego zaburzenia energii życiowej. Miazma, konstytucja pacjenta oraz nabyte w ciągu życia warstwy homeopatyczne są odpowiedzialne za predyspozycje do zapadalności na niektóre choroby. Bakterie, wirusy, drobnoustroje oraz pyłki traw nie stanowią przyczyny choroby, a jedynie mogą prowadzić do jej uaktywnienia się. Ostatecznie odporność pacjenta utożsamiana z siłą życiową decyduje o zachorowalności. W związku z tym homeopatia dąży do zwiększenia energii życiowej pacjenta, zaś w mniejszym stopniu zajmuje się eliminowaniem czynników chorobotwórczych, w przeciwieństwie do medycyny, która szuka przyczyny choroby poza organizmem i leczy poprzez eliminowanie czynników chorobotwórczych. Samuel Hahnemann podkreślał, że duże znaczenie dla zdrowia ma również zachowanie higieny, w tym higieny osobistej.
Hahnemannowski podział chorób:
- ostre – zaczynają się nagle, po krótkim okresie inkubacji, często towarzyszy im gorączka, przechodzą samoistnie self-limiting, istnieje możliwość zejścia śmiertelnego
  - prawdziwe (właściwe) obejmują choroby zakaźne wieku dziecięcego oraz infekcje bakteryjne i wirusowe; stanowią próbę zniszczenia ukrytej miazmy przez siłę życiową
  - nieprawdziwe (rzekome) są tymczasowym zaburzeniem na jednym z poziomów energetycznych człowieka, powstałym w wyniku działania czynników:
    - emocjonalnych (żal, złość, lęk, depresja, izolacja jednostki) i stresujących (rozwód, konflikty w pracy, problemy finansowe, zaburzenia w sferze seksualnej)
    - wpływających negatywnie na stan umysłu (przepracowanie umysłowe, używanie narkotyków)
    - zewnętrznych (wypadki, przepracowanie, podźwignięcie, wilgoć i zimno w domu mieszkalnym, niekorzystne warunki atmosferyczne, niewłaściwa żywność, promieniowanie, hałas, nadmiar promieni słonecznych), które uwidaczniają się pod postacią dolegliwości sercowych, zaburzeń przewodu pokarmowego, nowotworów lub chorób psychicznych. Zmiany chorobowe mogą uzewnętrznić się na dowolnym poziomie energetycznym ze względu na całościowe reagowanie organizmu, niezależnie od miejsca zadziałania czynnika chorobotwórczego.

- chroniczne (przewlekłe) – mają zazwyczaj łagodny i ukryty początek, a podczas ich trwania występują naprzemiennie okresy zaostrzenia objawów oraz remisje; z reguły nie przechodzą samoistnie bez względu na moc siły życiowej. Prawdziwe choroby chroniczne stanowią uzewnętrznienie ukrytej miazmy, np.
  - u podłoża alergii, egzemy, chorób układu oddechowego i limfatycznego leży często miazma psoryczna
  - reumatyzm, nowotwory i dna moczanowa są często związane z miazmą sykotyczną
  - choroby krwi, alkoholizm, AIDS i nowotwory złośliwe można spotkać w przypadku miazmy syfilitycznej.

Jeżeli człowiek nie zdołał pogodzić się z żalem lub przykrością sprzed lat, to zdaniem homeopatów może dojść do przewlekłego zaburzenia na poziomie emocjonalnym, które z biegiem czasu doprowadza do pojawienia się choroby chronicznej.

## Teoria miazm a szczepienia ochronne
Według homeopatów szczepienia ochronne uniemożliwiają dzieciom przejście chorób zakaźnych charakterystycznych dla tej kategorii wiekowej, tj. ospa, odra, świnka, a tym samym uniemożliwiają zniszczenie odziedziczonych po przodkach miazm.
Przyczynę wzrostu zachorowalności na alergie homeopaci przypisują próbie oczyszczenia się organizmu z miazm oraz sugerują istnienie relacji pomiędzy masowymi szczepieniami ochronnymi a wzrostem zachorowalności na choroby chroniczne u dzieci, tj. katar sienny, przewlekłe zapalenie dróg oddechowych, ADHD i stany zapalne ucha środkowego.
Homeopaci twierdzą, że przebycie choroby zakaźnej prowadzi do wytworzenia większej ilości i na dłuższy okres właściwych przeciwciał w porównaniu do szczepionki. Drastyczne zmniejszenie ilości zachorowań lub całkowite wyeliminowanie niektórych chorób zakaźnych tłumaczą polepszeniem higieny życia człowieka oraz warunków socjalno-bytowych. Zwracają też uwagę na obecność w szczepionkach obcych białek zwierzęcych, np. białka kurzego oraz środków konserwujących zawierających, np. aluminium i rtęć, które wraz ze szczepionką dostają się do krwiobiegu.
Ulotki dołączone do opakowań szczepionek informują rodziców o możliwości wystąpienia choroby poszczepiennej ostrej (np. zaczerwienienie w miejscu ukłucia, podwyższona temperatura ciała, płaczliwość, zapalenie oskrzeli) lub przewlekłej (np. ropa w oczach, egzema, ogólne osłabienie, padaczka).
Współcześni homeopaci nie są przeciwni stosowaniu szczepień ochronnych u małych dzieci, albowiem szczepienia chronią przed szkodliwymi i zagrażającymi życiu chorobami, lecz domagają się uwzględnienia w terminarzu szczepień ochronnych następujących postulatów:
- stosowania szczepień u noworodków powyżej pewnej minimalnej granicy wiekowej
- wycofania szczepionek złożonych, które silniej obciążają układ odpornościowy
- wydłużenia okresu rekonwalescencji pomiędzy kolejnymi szczepieniami w celu zapewnienia pełnej regeneracji organizmu (minimalnie 2 miesiące)
- rzetelnego monitorowania działań ubocznych występujących u dzieci po szczepieniach
- wycofania szczepionek charakteryzujących się małą efektywnością i jednoczesnym wywoływaniem poważnych działań niepożądanych, jeśli choroba może być z powodzeniem leczona objawowo, np. w przypadku krztuśca
- odejścia od kierowania się wyłącznie względami ekonomicznymi przy podejmowaniu decyzji o wprowadzeniu na rynek (obowiązkowych) szczepionek, np. w przypadku szczepionki przeciwko śwince w Holandii zasugerowano się faktem, że koszty leczenia szpitalnego pacjentów z komplikacjami są statystycznie wyższe niż koszty masowych szczepień dzieci
- wykonywania powtórnego szczepienia jedynie w przypadku, gdy badanie laboratoryjne wykazało niedostateczną ilość przeciwciał
- zrezygnowanie ze szczepionki MMR
- propagowanie karmienia piersią noworodków i niemowląt, albowiem stymuluje ono układ odpornościowy dziecka
- propagowanie spożywania ekologicznej żywności i ograniczenia cukru w diecie kobiet ciężarnych.

### Homeopatyczna profilaktyka przed i poszczepienna
Homeopatyczna profilaktyka przed szczepieniem ochronnym obejmuje podanie pacjentowi na krótko przed terminem szczepienia dawki z nosodem szczepionki w potencji 200K w celu zmniejszenia ewentualnych objawów niepożądanych.
Homeopatyczna profilaktyka w przypadku wystąpienia miazmy poszczepiennej polega na zastosowaniu kuracji odczulającej z nosodem szczepionki, czyli homeopatycznie rozcieńczonej szczepionki. Przez 4 kolejne dni pacjent otrzymuje homeopatycznie spotencjowaną szczepionkę o potencjach wzrastających w szeregu: 30K, 200K, MK i 10MK. Czasami konieczne jest powtórzenie kuracji.

## Materiały źródłowe
Artykuł został opracowany na podstawie książki Jana Hoes'a pt."Homeopathie – totaalvisie op ziekte en gezondheid", 2002, ISBN 90-202-4368-3
Jako materiały uzupełniające wykorzystano:
- R.H.van der Zee "Enkele belangrijke nosoden", ISBN 90-71851-23-0
- Homeopathie en vaccinatie
- Werkboek klassieke homeopathie. home.wanadoo.nl. [zarchiwizowane z tego adresu (2004-01-06)].

Wszystkie materiały są dostępne w języku niderlandzkim.